# Саківський Микола Григорович
Мико́ла Григо́рович Сакі́вський (1890, Волинський повіт (?), Волинська губернія — †23 листопада 1921, містечко Базар, Базарська волость, Овруцький повіт, Волинська губернія) — козак комендантської сотні 4-ї Київської дивізії Армії УНР, Герой Другого Зимового походу.

## Життєпис
Народився у 1890 році у Волинському повіті (?) Волинської губернії в українській міщанській родині.
Закінчив 2 класи духовного училища. Не входив до жодної партії.
Мав звання «молодший унтер-офіцер».
Служив в Армії УНР з 1919 року в 6-й комендантській сотні 6-ї Січовій дивізії.
Під час Другого Зимового походу — козак комендантської сотні 4-ї Київської дивізії.
Потрапив у полон 17 листопада 1921 під селом Малі Миньки, пораненим.
Розстріляний більшовиками 23 листопада 1921 року у місті Базар.
Реабілітований 25 березня 1998 року.

## Вшанування пам'яті
- Його ім'я вибите серед інших на Меморіалі Героїв Базару.